# York County, Pennsylvania
York County är ett administrativt område i delstaten Pennsylvania i USA, med 434 972 invånare. Den administrativa huvudorten (county seat) är York. 

## Politik
York County tenderar att rösta på republikanerna i politiska val.
Republikanernas kandidat har vunnit rösterna i countyt i samtliga presidentval sedan valet 1968. I valet 2016 vann republikanernas kandidat med 61,8 procent av rösterna mot 32,9 för demokraternas kandidat.

## Geografi
Enligt United States Census Bureau har countyt en total area på 2 358 km². 2 343 km² av den arean är land och 15 km² är vatten.

### Angränsande countyn
- Cumberland County - nord
- Dauphin County - nordost
- Lancaster County - öst
- Harford County, Maryland - sydost
- Baltimore County, Maryland - syd
- Carroll County, Maryland - sydväst
- Adams County - väst

### Orter
- Cross Roads
- Dallastown
- Delta
- Dillsburg
- Dover
- East Prospect
- Fawn Grove
- Felton
- Franklintown
- Glen Rock
- Goldsboro
- Hallam
- Hanover
- Jacobus
- Jefferson
- Lewisberry
- Loganville
- Manchester
- Mount Wolf
- New Freedom
- New Salem
- North York
- Railroad
- Red Lion
- Seven Valleys
- Shrewsbury
- Spring Grove
- Stewartstown
- Wellsville
- West York
- Windsor
- Winterstown
- Wrightsville
- Yoe
- York (huvudort)
- York Haven
- Yorkana